# Озолиньш, Арвид Карлович
Арвид Карлович О́золиньш (в советских документах также Озолинь, 1908—1996) — советский и латвийский артист балета, балетмейстер, педагог. Заслуженный артист Латвийской ССР.

## Биография
Родился 9 (22) ноября 1908 года в Риге (ныне Латвия). Учился в балетных студиях М. Каулиня (1927) и А. А. Фёдоровой (1928—1932). Совершенствовался в Париже у Л. Н. Егоровой и О. И. Преображенской. В 1936—1939 годах танцевал в труппах Л. Ф. Мясина и М. М. Фокина. В 1928—1936 и с 1939 года в Латвийской национальной опере, в 1944—1963 годах — Рижском театре. В 1944—1948 преподавал в балетной студии при театре. В 1965—1977 годах педагог Таллинского хореографического училища. С 1978 года педагог Рижского хореографического училища. Умер в 1996 году.

## Творчество

### Балетные партии
- «Видение розы» К. М. Вебера — Видение
- «Красный цветок» Р. М. Глиэра — Китайский божок
- «Тщетная предосторожность» — Танцовщик с лентой
- «Собор Парижской богоматери» Ц. Пуни — Гренгуар
- «Лайма» А. Я. Лепина — Оруженосец
- «Сакта свободы» А. П. Скулте — Тот
- «Лауренсия» — Менго
- «Шурале» Ф. З. Яруллина — Али-Батыр
- «Ромео и Джульетта» С. С. Прокофьева — Меркуцио
- «Корсар» А. Адана — Ахмед
- «Стабурадзе» А. Я. Калниня — Пуспетерис
- «Спящая красавица» П. И. Чайковского — фея Карабос

### Постановки
- «Карнавал» Р. Шуманf
- «Видение розы» К. М. Вебера
- «Лебединое озеро» П. И. Чайковского
- «Эсмеральда» Ц. Пуни

## Награды и премии
- Сталинская премия второй степени (1951) — за исполнение партии Тота в балетном спектакле «Сакта свободы» А. П. Скулте на сцене ГАТОБ Латвийской ССР (1950)
- заслуженный артист Латвийской ССР